# Maligrad
Maligrad (albansk: Maligrad, også Qytet i Vogël "lille by"; makedonsk: Мал Град , Mal Grad "lille by") er en ø beliggende i den albanske del af Prespasøen, med mange huler egnede til vilde dyr og en cirkulær klippe. Øen har form som en haletudse, og indeholder nogle træer og et område med sand. På øen ligger en berømt Sankt Mariakirke, bygget af Kesar Novak (Qesar Novaku), en lokal adelsmand, i 1369. Øen har et areal på næsten 5 hektar.